# Joe Wright
Joseph Joe" Wright (* 25. srpna 1972 Londýn) je britský filmový režisér a producent. Jeho nejslavnějšími počiny jsou filmy Pýcha a předsudek a Anna Karenina.

## Režijní filmografie

### Film
- 2005 Pýcha a předsudek
- 2007 Pokání
- 2009 Sólista
- 2011 Hanna
- 2012 Anna Karenina
- 2015 Pan
- 2017 Nejtemnější hodina
- 2021 Žena v okně
- 2021 Cyrano

### Televize
- 2003 Karel II. - Moc a vášeň
- 2016 Černé zrcadlo
  - epizoda Pád střemhlav
- 2025 M. Il figlio del secolo

## Osobní život
Během natáčení filmu Pýcha a předsudek navázal vztah s herečkou Rosamund Pike. Rozešli se v roce 2008. V roce 2010 se oženil s britsko-americkou sitaristkou Anouškou Šankarovou. Mají spolu syny Zubina (* 2011) a Mohana (* 2015). Od roku 2017 žili odděleně a v roce 2019 se rozvedli.
Již od roku 2017 je jeho partnerkou americká herečka Haley Bennett. V roce 2018 se jim narodila dcera Virginia Willow.